# Hogere hotelschool
Een hogere of hoge hotelschool (of hoger hotelonderwijs) is een Nederlandse onderwijsterm die verwijst naar een hbo-opleiding  voor hoger kader-, management- en adviesfuncties in gastvrijheidsindustrie- en dienstverlenende bedrijven, zoals hotels, restaurants, congres-, toeristische accommodaties, recreatieparken, luchtvaartmaatschappijen en aanverwante en toeleverende ondernemingen.
Tot en met het studiejaar 2017/2018 gaf het behalen van een diploma van deze bacheloropleiding in het hoger beroepsonderwijs recht op de titel Bachelor of Business Administration. Met ingang van studiejaar 2018/2019 is dit voor alle hogere hotelscholen Bachelor of Arts.

## Opleiding
Hoger hotelonderwijs wordt ook wel ingedeeld bij het hoger economisch onderwijs (HEO) en is daarmee te vergelijken met wat voorheen HEAO werd genoemd. Ook opleidingen op het gebied van hoger toeristisch onderwijs en facilitaire en civiele diensten zijn ermee verwant.
De opleiding aan de hoge hotelschool (hoger hotelonderwijs in kader van hoger beroepsonderwijs, hbo) bestaat uit 2 fases; indeling kan per hotelschool afwijken:
- Leerjaar 1 of semester 1 en 2: propedeusefase; men leert wat een manager is, wat hij/zij doet en over welke vaardigheden hij/zij moet beschikken. Er wordt geleerd wat zich afspeelt in het contact met de gast (van benaderen van potentiële gasten tot en met het moment dat de gast het hotel tevreden verlaat) en men krijgt inzicht in essentiële vaardigheden en kennis die nodig zijn om een goede gastvrijheidmanager te worden. Basisprincipes van personeelsbeleid, marketing, financial management en recht maken hier deel van uit.

Ook basis- en oriëntatie-/selectiefase met betrekking tot toelating tot de hoofdfase.
- Leerjaar 2/3 of semester 3, 4 en 5, (6): hoofdfase met praktijkstageperiode(s); middle-management. De in de propedeusefase verkregen kennis wordt vertaald naar managementtaken, -problemen en -theorieën om zo inzicht te krijgen in de bedrijfsvoering van een organisatie. Kennis wordt uitgebreid met onder andere marketingstrategie, budgetteren, personeelsbeleid, interculturele communicatie, inkoop, logistiek, informatiemanagement, onderhandelen en kwaliteitscontrole. In het tweede deel van de hoofdfase komen managementtaken op strategisch niveau aan bod; het maken van financiële analyses, methoden om omzetverhoging te bewerkstelligen, marktanalyses en het schrijven van een businessplan. Het jaar wordt afgesloten met een scriptie.
- Leerjaar 4 of semester (6), 7 en 8: afstudeerfase of examenfase; afstudeeropdracht en stageperiode met eind-of managementstage.

## Campus (internaat)
Zowel de hotelschool-opleidingen in Scheveningen (Den Haag) als Maastricht hebben op of nabij de locatie van het eigen opleidingsinstituut een campus (voorheen ook wel internaat genoemd), waar studenten (en vroeger enkele begeleiders) intern verblijven. Hiermee onderscheidde een hotelschool zich van andere economische- of managementopleidingen.

In de eerste jaren van de opleiding was dit campusverblijf nagenoeg de gehele opleiding, sinds 1985 is dit beperkt tot het eerste leerjaar. Deze verplichte interne tijd is mede bedoeld ter vorming van de student (men deelde/deelt er zijn kamer(s) en gemeenschappelijke ruimtes met elkaar) en groepsvorming. Tevens om een praktijk- en trainingslocatie nabij te hebben voor hotel-/verblijfsopleidingaccommodatie (receptie; 'rooms division'; schoonmaak-/onderhoud e.d.). Op andere hoge hotelscholen is er geen  interne tijd, er zijn wel hotel-accommodaties voor externe gasten ter training en opleiding.

Alle hoge hotelscholen hebben opleidingskeukens (leskeuken; klassieke keuken; grootkeuken), opleidingsrestaurants (klassiek restaurant; leerlingen-/studenten-restaurant), en veelal ook hotelkamers waar praktijkervaring kan worden opgedaan en het geleerde direct in de praktijk kan worden toegepast. Externe gasten zijn op bepaalde dagdelen van de week ook welkom voor lunch, diner en/of een hotelovernachting; vaak is hiervoor reservering of introductie via een student noodzakelijk.

## Toelatingseisen
In Nederland is men toelaatbaar tot de hoge hotelschool met een havo-, vwo- of mbo-diploma (niveau 4) met naast Engels een (complete) tweede moderne vreemde taal (MVT 1 + 2). Het vak Management en Organisatie (M&O) wordt door de Hotelschool Maastricht aanbevolen. Wanneer de aankomend student 21 jaar of ouder is en niet voldoet aan de vooropleidingseisen, dan kan men op sommige hotelscholen deelnemen aan een zogenaamd colloquium doctum.
Wanneer een tweede moderne vreemde taal ontbreekt, is het mogelijk om na een toelatingsexamen toch toegelaten te worden.
Voor de hoge hotelschool in Amsterdam, Apeldoorn, Breda, Den Haag, Maastricht en Leeuwarden geldt een selectieprocedure, waarvan (theoretische) onderzoeken (met name intelligentie- en beroepsmotivatie-/interessetests) en/of gesprekken deel kunnen uitmaken.

## Opleidingsinstituten
Er zijn verschillende hogescholen in Nederland die opleidingen verzorgen op het gebied van hotel- en gastvrijheidsindustrie.
- Den Haag - Scheveningen

(Internationale) Hotelschool The Hague met vestigingen in Scheveningen (Den Haag) en Amsterdam. Dit is Nederlands oudste hogere hotel(vak)opleiding, begonnen in 1929 vanuit algemene grondslag en op initiatief van horeca-ondernemersorganisatie(s) (Horecaf). De hoofdlocatie is aan de Brusselselaan in Scheveningen.
- Maastricht

Hotel Management School Maastricht (HMSM), voorheen Katholieke Hogere Hotelschool Maastricht (KHHS), is sinds 2001 een faculteit van Zuyd Hogeschool in Maastricht. Het is Nederlands op een na oudste hoge hotelschool, oorspronkelijk gestart in 1950 op katholieke grondslag. De in 2020 volledig vernieuwde campus ligt in en rond Kasteel Bethlehem in de wijk Limmel aan de noordkant van Maastricht. De studentenvereniging van de Hotelschool Maastricht heet 'Amphitryon' en de leden zijn 'Amphitryanen'. 
- Leeuwarden

Stenden Hotel Management School (faculteit van NHL Stenden Hogeschool in Leeuwarden). Deze opleiding is gestart in 1987 vanuit protestants-christelijke grondslag van de toenmalige Christelijke Hogeschool Nederland. De studentenvereniging van de Stenden Hotel Managment School heet 'Io Vivat Nostrorum Sanitas'.
- Breda

De hoge hotelschool Breda, opgericht in 2001 is onderdeel van Breda University of Applied Sciences (voorheen NHTV). De opleiding is volledig Engelstalig en ook bekend als International Hotel Management. De studentenvereniging van deze opleiding is S.V. Xenia.
- Apeldoorn

De Apeldoornse vestiging van Saxion Hogescholen biedt hoger hotelonderwijs aan. De hoge hotelschool in Apeldoorn is gevestigd in de binnenstad nabij het Oranjepark. Vanaf 2009 wordt het programma ook in het Engels aangeboden. De studentenvereniging van de Hotelschool Apeldoorn heet 'Promaître'.
- EuroCollege Hogeschool

De oudste particuliere hotelschool van Nederland (opgericht in 1949) is gevestigd in Amsterdam, Rotterdam en Utrecht.
- Hogeschool Tio

Hotelschool Tio met vestigingen in Amsterdam, Rotterdam, Utrecht, Eindhoven en Hengelo. Reeds sinds 1969 een particuliere opleider o.a. op het gebied van hotelmanagement en hospitality. De studentenvereniging van de Hotelschool Tio heet 'Cognatio'.
- Overige

Naast bovenstaande hotelscholen zijn er in Nederland diverse (particuliere) hogescholen en instituten die opleidingen op het het gebied van hospitality management aanbieden. Dat gebeurt onder andere onder de noemer van hoger hotelonderwijs, hoger hotelmanagement, hotel- en eventmanagement, hotel-, toerisme-, congres- en/of evenementenopleidingen of international hotel & Hospitality Management.

## Internationaal
Voorts zijn er in het buitenland diverse hogere hotelscholen en hotelmanagementopleidingen, waar met name instituten in Frankrijk, Zwitserland, België (daar hotelmanagement genoemd) en in mindere mate ook Duitsland, Verenigd Koninkrijk en Verenigde Staten hoog aangeschreven staan.

Voorts zijn er door de hotelscholen in Den Haag en Maastricht samenwerkingsverbanden met (hoger) onderwijsinstituten in o.a. Aruba, Curaçao (Nederlandse Antillen) voor gehele of gedeeltelijke opleiding in het (hogere) hotel- en -managementonderwijs.

## Vervolgopleidingen
Na het voltooien van de bachelor-opleiding hoger hotelonderwijs in kader van hoger beroepsonderwijs (hbo) bestaan er mogelijkheden zowel in Nederland als daarbuiten om vervolgopleiding(en) te doen in het kader van master-onderwijs.
Hiervoor zijn er master-leergangen op de hotelscholen in Den Haag, Maastricht en Breda en zijn er tevens afspraken gemaakt met hoger onderwijs-instituten en universiteiten in Nederland en het buitenland, waardoor met de titel Master of Business Administration (MBA) dan wel Master of Hotel Administration of Master of Science in Hotelmanagement of Master of Management in Hospitality.